# Karl Del'Haye
Karl Del'Haye (født 18. august 1955 i Aachen, Vesttyskland) er en tidligere tysk fodboldspiller, der som kantspiller på Vesttysklands landshold var med til at blive europamester ved EM i 1980. På klubplan spillede han for Alemannia Aachen, Borussia Mönchengladbach, Bayern München og Fortuna Düsseldorf, og nåede i alt at vinde fem tyske mesterskaber.

## Titler
Bundesligaen
- 1975, 1976 og 1977 med Borussia Mönchengladbach
- 1981 og 1985 Bayern München

DFB-Pokal
- 1982 og 1984 med Bayern München

UEFA Cup
- 1975 og 1979 med Borussia Mönchengladbach

EM
- 1980 med Vesttyskland